# Prokrustesseng
At lægge nogen i en prokrustesseng er at udøve vold mod virkeligheden for at få den til at passe i sit eget system. Der er tale om et lighedsprincip, hvor det er 'systemet' og ikke 'virkeligheden', der er den egentlige målestok.
Udtrykket stammer fra græsk mytologi og fortællingen om kæmpen Prokrustes, der drev et herberg i en grotte. Ifølge myten havde han to senge til sine gæster, en kort og en lang. Var gæsten høj, blev han lagt i den korte seng, hvorefter Prokrustes afhuggede, hvad der ragede ud over den. Var det derimod en lille mand, blev han anbragt i den lange seng, hvorefter han blev strakt ud, så han passede til sengen.